# Zaporka
Zaporka (u uporabi i lozinka, šifra, kôd, ključ) je oblik tajnog podatka koji je potrebno poznavati da bi se pristupilo određenim resursima: zaštićenim prostorima, računalnim sustavima, informacijama i sličnom. Lozinka se čuva od onih koji danim resursima ne smiju imati pristup, dok se one koji pokušavaju resursima pristupiti provjerava u poznavanju lozinke, prema čemu im se dozvoljava ili odbija pristup.
U računarstvu, zaporka je kombinacija znakova (slova, brojeva i drugih simbola) koju računalo izravno pamti ili pamti kako je prepoznati. Svaki put kada korisnik želi pristupiti podatku pod lozinkom od njega se traži upisivanje lozinke. 
U kriptografiji, ključ služi kako bi se informacije učinile nerazumljivima svim primateljima osim onih koji ga poznaju. Važno kriptografsko načelo znano kao Kerckhoffsov princip temelji se na ideji da kriptirani sustav treba biti siguran čak i kada je o njemu javno poznato sve osim samoga ključa; budući da su nepouzdani svi oni koji poznaju način rada sustava, njegova sigurnost se ne može temeljiti na njihovom čuvanju tajne.